# Satellite (canção de Rise Against)
"Satellite" é uma canção escrita por Rise Against e Tim McIlrath, lançada pela banda norte-americana Rise Against.
É o terceiro single do sexto álbum de estúdio Endgame. O videoclipe foi lançado na página oficial da banda a 1 de novembro de 2011.

## Desempenho nas paradas musicais
| Parada musical (2011/2012)              | Posição |
| --------------------------------------- | ------- |
| Estados Unidos - Alternative Songs      | 7       |
| Estados Unidos - Rock Songs             | 9       |
| Estados Unidos - Mainstream Rock Tracks | 19      |
| Estados Unidos - Active Rock            | 16      |